# Смидович, Инна Гермогеновна
И́нна Гермоге́новна Смидо́вич (1870—1940 (или 1942)) — русская революционерка-подпольщица. Жена революционера Михаила Лемана.

## Биография
Родилась в Туле в 1870 году в многодетной помещичьей семье.
Родной брат Пётр впоследствии стал социал-демократом. Троюродный брат Викентий в начале XX века получил известность как писатель под псевдонимом Вересаев — Инна Смидович послужила прообразом его героини Наташи из повестей «Без дороги» и «Поветрие».
В 1890 году Инна Смидович поступила на петербургские курсы лекарских помощниц. Через несколько месяцев выслана на родину за неблагонадежность. Образование получила лишь в Швейцарии.
С 1895 года проживала в Петербурге. В этот период она близко сходится с подпольным марксистским кружком Юлия Мартова. В этот кружок входили социал-демократы Федор Гурвич, Михаил Леман и другие.
В августе 1897 года была арестована по делу Санкт-Петербургского «Союза борьбы» и выслана в Вятскую губернию. В эту же ссылку были отправлены М. Леман (её муж), Ф. Гурвич и А. Потресов. Из ссылки И. Смидович совершила побег.
В конце 1899 года она появилась в Швейцарии, сотрудничала с группой «Освобождение труда». Будучи знакомой с Потресовым и с Г. Плехановым, была назначена на ответственный пост секретаря редакции «Искры».
В октябре 1900 года прибыла в Мюнхен, ей было поручено стать секретарем «Искры» под непосредственным руководством Ленина (до этого он занимался шифрованной перепиской самостоятельно). Приступила к своим обязанностям лишь к концу года — в Мюнхене у неё родился сын.
В апреле 1901 года её на посту секретаря «Искры» заменила Н. К. Крупская.
Стихотворные шифры назначали в России Ленин и Мартов. Поддерживали связи с организациями в следующих городах:
| Город    | Подпольщики             |
| -------- | ----------------------- |
| Полтава  | Ю. Мартов и Л. Радченко |
| Псков    | П. Лепешинский          |
| Москва   | Н. Бауман               |
| Покров   | И. Бабушкин             |
| Киев     | В. Крохмаль             |
| Уфа      | Н. Крупская             |
| Смоленск | В. Клестов              |

Пример шифрованного письма В.Ульянова к Федору Гурвичу (Дану) от 22 марта 1901 года:
«Что и как с Ф 10/1 2/2 2/6 5/14 2/2 6/6 5/1 1/22 4/2 7/6 7/3 6/1?»
Что означало:
«Что и как с финлянд(скими) путями?».
Шифровку письма В. И. Ленина производила Инна Смидович, используя в качестве ключа стихотворение Лермонтова «Пророк». Буква Ф не зашифрована, так как отсутствует в стихотворении, однако это является нарушением правил криптографии.
Переписка велась симпатическими чернилами.
Поддерживали связи с Петербургским «Союзом борьбы», однако отношения с ним ухудшались из-за примкнувшего к «Экономистам» руководства Союза, которое предпочитало вести переписку с редакцией журнала «Рабочее дело» и «Союзом русских социал-демократов за границей».
В подполье Инна Смидович работала под псевдонимом «Димка». Совершила множество побегов от жандармов полиции.
Раскол на II съезде РСДРП (1903) разделил семью — Инна стала меньшевичкой, а Михаил — большевиком. Затем Инна примкнула к анархистам.
После революции 1917 года Инна Смидович подвергалась политическим репрессиям, была простой работницей на фабрике. Умерла в 1942 году. Единственный сын Инны Гермогеновны в Гражданскую войну пропал без вести.

## Использованная литература
- А. В. Синельников «Шифры и революционеры России» Глава третья. Как возгоралась «Искра»